# Muzică rock
Muzica rock este un gen muzical specific celei de-a doua jumătăți a secolului XX și secolului XXI. Instrumentele muzicale de bază pentru genul de muzică rock sunt chitarele electrice (varianta standard cu șase corzi și chitara bas) și bateria/tobele, însă în multe subgenuri se întâlnesc și claviaturi (i.e., pian, orgă electronică, sintetizator) sau alte instrumente muzicale (e.g., instrumente de suflat precum flautul sau vioara ori thereminul).

## Istoria genului
Muzica rock își are rădăcinile în rock and roll-ul anilor '50. A apărut prima oară prin combinarea muzicii country cu blues. Ulterior s-au adăugat și elemente de rhythm and blues. De la început au apărut subgenuri, însă începând cu anii '70 aceste subgenuri s-au înmulțit și mai ales s-au diferențiat foarte mult. Astfel au apărut genurile punk, heavy metal, alternative rock și altele, care la rândul lor au dat naștere unor subgenuri.

### Rock and roll
Primii artiști care au abordat stilul rock and roll (sau rock 'n' roll) au fost afro-americani (Chuck Berry, Bo Diddley, Little Richard, Fats Domino). Imediat a apărut și un val de albi, care au fost acuzați că au "furat" un stil muzical al negrilor și l-au făcut "alb" (Bill Haley, Buddy Holly, Elvis Presley, Jerry Lee Lewis, Johnny Cash). Spre sfârșitul anilor '50, la concerte publicul a devenit mixt. Rock-ul reprezintă un stil de viață.

### Invazia britanică
Cântecele artiștilor ca Elvis Presley au ajuns peste Ocean, unde, în Marea Britanie, un nou curent a luat naștere: rock-ul britanic (british rock). Inspirat de rock and roll-ul american, rock-ul britanic avea să revoluționeze muzica, prin formații ca The Beatles, The Who, The Yardbirds, The Animals, The Kinks, The Rolling Stones sau Queen.

### Folk rock
În S.U.A. apare un curent care va îmbina muzica rock cu aceea folk. Produsul rezultat, numit folk rock, este reprezentat de Bob Dylan, The Byrds, Neil Young, Simon & Garfunkel, The Mamas & the Papas, Joni Mitchell, The Band ș.a.

### Rock psihedelic și progresiv
Următorul curent important din istoria muzicii rock este genul rock psihedelic, ca reacție față de criza spirituală a societăților consumiste occidentale (Europa, S.U.A.). Se caută o expresie mai cuprinzătoare atât ca formă, cât și ca mesaj, în același timp viabilă la contactul cu publicul larg. Se împrumută mult din alte genuri muzicale, instrumentația este mult mai bogată și cuprinde efecte sonore nemaiauzite; o zonă de influență preferată de mulți este Orientul, sub forma muzicii arabe, indiene sau – cu mult mai rar – a culturilor din Orientul Îndepărtat (China, Japonia, Indonezia). Ca reprezentanți ar fi de amintit The Doors, Grateful Dead, Jefferson Airplane, Jimi Hendrix, The Velvet Underground, parțial The Beach Boys (S.U.A.), Pink Floyd, The Rolling Stones, The Who, dar și deja cunoscuții The Beatles, aflați într-o a doua etapă de creație, desfășurată după jumătatea anilor șaizeci (formațiile citate provin din peisajul britanic). Tot din Marea Britanie, trebuie amintită comparativ formația The Kinks, care a „sfidat” curentul psihedelic și a prefigurat alte zone ale muzicii rock din anii șaptezeci. 
Influența muzicii rock cunoaște un moment semnificativ în anul vara lui 1969, când cinci sute de mii de oameni iau parte la Festivalul de la Woodstock.
La începutul anilor 1970, muzica rock psihedelic își schimbă treptat orientarea, fiind construită în jurul unui public tot mai specializat, dezvoltând un limbaj rafinat, depărtându-se de „populismul” și iraționalitatea muzicii psihedelice (adeseori alimentată de experiențele psihedelice – de unde și numele – provocate de consumul de droguri). Se elaborează o muzică, intitulată rock progresiv, ce face adeseori apel la mijloacele muzicii culte (înțeleasă de muzicienii rock în chipuri mai mult sau mai puțin oportune, ceea ce aduce la o atitudine rezervată din partea mediului muzical academic). Este epoca unei mari diversificări stilistice, a momentelor instrumentale solistice extinse (aducând cu desfășurările de acest fel din lumea muzicii de jazz). Se cuvin amintiți ca promotori ai acestui stil: Genesis, Yes, King Crimson, Emerson, Lake and Palmer, Van der Graaf Generator, Renaissance (Marea Britanie), Amon Düül II, Can (Germania), Captain Beefheart, Frank Zappa și The Mothers of Invention, Kansas (S.U.A.), Rush (Canada) (Franta) și mulți alții.
Curentul se schimbă drastic din punct de vedere formal în a doua jumătate a anilor șaptezeci și va deschide drumul altor genuri muzicale, fie mai atractive pentru public (este cazul formațiilor britanice Yes și Genesis, care se îndreaptă către un sunet pop după anul 1982), fie reformulate la periferia contextului rock (jazz-rock, rock experimental ș.a.).

### Hard rock și heavy metal
La mijlocul anilor '60, tot în Marea Britanie, apare hard rock-ul, din care se va desprinde mai târziu heavy metal-ul. Acesta s-a separat mai târziu de restul rock-ului, devenind o cultură individuală. Sunt de amintit Led Zeppelin, Black Sabbath, Alice Cooper, Deep Purple, Van Halen, Iron Maiden, Judas Priest, AC/DC, Whitesnake, Scorpions. În anii '80 se vor dezvolta multe subgenuri, cum ar fi glam metal, power metal, speed metal, doom metal, gothic metal, symphonic metal, death metal, thrash metal, black metal

### Punk rock-ul
Punk rock-ul apare la finele anilor șaptezeci, ca un curent împotriva comercializării genului rock, dar și ca replică față de muzica elaborată, adesea ermetică pentru publicul larg, a subgenului progresiv. Cele mai importante nume din primul val de punk sunt Sex Pistols, Ramones, The Clash și Patti Smith. În Marea Britanie, muzica punk a devenit instrument de propagandă anarhistă; chiar și astăzi, genul este asociat cu anarhismul.

### New  Wave
Următorul val important din rock se numește new wave, care vine ca o variantă mai elaborată a muzicii punk. Este reprezentat de formații ca The Police, The Pretenders, Duran Duran sau Depeche Mode.

### Muzica rock alternativ
În anii '80 apare termenul de "alternative rock" pentru a eticheta formațiile care nu se încadrează în nici unul dintre genurile cunoscute de rock. Acest gen se va dezvolta mult în următoarele două decenii, când va da muzicii multe subgenuri, cum ar fi britpop, grunge, indie rock ș.a.

### Anii '90 - apariția genurilor hibride
Începând cu anii '90, diversele genuri de rock existente au fost combinate cu alte genuri muzicale, făcându-și astfel apariția multe genuri hibride.

## Subgenuri ale muzicii rock
| - Acid punk - Acid rock - Acoustic rock - Alternative metal - Alternative rock - Anatolian rock - Arena rock - Artcore - Art rock - Avant-garde metal - Avant-rock - Avant-progressive rock - Baroque pop - Muzică beat - Bedroom Rock - Black metal - Blackened death metal - Blues-rock - Brazilian rock - British Invasion - Britpop - Bubblegum pop - Boogaloo - Canterbury sound - Cello rock - Celtic metal - Celtic rock - Chimp rock - Christcore - Christian rock - Christian metal - Classic rock - Classic metal - Comedy rock - Country rock - Cowpunk | - Cuddlecore - Dance-punk - Dance-rock - Dark metal - Deathcore - Deathgrind - Death metal - Death rock - Detroit rock - Doom metal - Electro rock - Emocore - Emo powerpop - Experimental rock - Fastcore - Folkcore - Folk-rock - Folk metal - Forest metal - Funkcore - Funk rock - Funk metal - Gamecore - Garage rock - German rock - Glam metal - Glam rock - Goregrind - Gothic metal - Gothic rock - Grindcore - Groove metal - Group Sounds - Grunge - Hatecore - Hard rock | - Hardcore punk - Heartland rock - Heavy metal - Hip Hop - Horror Punk - Indie rock - Industrial rock - Industrial metal - Instrumental rock - Iranian rock - Japanese rock - J-ska - Jam rock - Jangle pop - Kaizerrock - Kozmigroov - Krautrock - Latin rock - Lovers rock - Manila sound - Math metal - Math Rock - Metalcore - Mod rock - Moshcore - Mesh - Nerdcore - Neo-classical metal - Neo-prog - New wave - New Wave of British Heavy Metal - Noise - Nu metal - Ostrock - Piano rock - Pinoy rock | - Pop rock - Post punk - Post-hardcore - Post-grunge - Post-metal - Post-rock - Power pop - Power metal - Power violence - Progressive metal - Progressive rock - Psychedelic rock - Psychobilly - Punk rock - Punkabilly - Punta rock - Queercore - Rockabilly - Rock en Español - Rock in Opposition - Rock Opera - Rockoson - Rocksteady - Raga rock - Rapcore - Reggae rock - Sadcore - Samba-rock - Screamo - Shoegazing - Shock rock - Shred metal - Ska punk - Ska rock - Skate punk - Skate rock | - Sleaze rock - Sludge metal - Soft rock - Southern rock - Space rock - Speed metal - Speedrock - Stoner metal - Stoner rock - Sunshine pop - Surf rock - Swamp rock - Symphonic metal - Symphonic rock - Synth rock - Tanzz-Metal - Thrash metal - Thrashcore - Trash rock - Trip rock - Twee pop - Underground - Viking metal - Wagnerian rock - Wizard rock - Yacht rock - Zeuhl |